# Beaulieu (Hérault)
Beaulieu település Franciaországban, Hérault megyében. Lakosainak száma 2239 fő (2022. január 1.). Beaulieu Restinclières, Saint-Drézéry, Saint-Geniès-des-Mourgues, Saint-Hilaire-de-Beauvoir, Saint-Jean-de-Cornies, Saussines és Sussargues községekkel határos.

## Népesség
A település népességének változása:
| Lakosok száma | 508  | 739  | 921  | 1568 | 1651 | 1724 | 1946 | 2144 | 2176 | 2239 |
|               | 1968 | 1982 | 1990 | 2006 | 2013 | 2015 | 2017 | 2019 | 2020 | 2022 |